# Land der Berge, Land am Strome
Land der Berge, Land am Strome (Terra das montanhas, terra sobre o rio) é o hino nacional da Áustria. Foi adoptado em 1946. A letra é de Paula von Preradović (data de 1947) e é cantada sobre uma música atribuída a Wolfgang Amadeus Mozart: dezenove dias antes da sua morte em 5 de dezembro de 1791, Mozart compôs o seu último trabalho completo, a cantata "Freimaurerkantate", KV 623. Sobre partes desta cantata surgiu a "Canção das Correntes" KV623A, e é sobre esta melodia que o hino da Áustria é cantado.
Tradução.